# Dan Bjornlie
Dan Bjornlie (* 17. Oktober 1977 in Eagan, Minnesota) ist ein US-amerikanischer Eishockeyspieler, der zuletzt bei den Vienna Capitals in der Österreichischen Eishockey-Liga unter Vertrag stand.

## Karriere
Dan Bjornlie begann seine Karriere als Eishockeyspieler in der Mannschaft der University of Wisconsin, für die er parallel zu seinem Studium von 1996 bis 2000 in der National Collegiate Athletic Association aktiv war. In diesem Zeitraum gewann er mit seiner Universitätsmannschaft 1998 die Meisterschaft der Western Collegiate Hockey Association. Von 2000 bis 2002 spielte der Verteidiger in seiner ersten Station im professionellen Eishockey für die Quad City Mallards in der United Hockey League. In der Saison 2001/02 bestritt er zudem zwei Spiele für die Portland Pirates in der American Hockey League. 
Im Sommer 2002 wechselte Bjornlie nach Europa, wo er in den folgenden eineinhalb Jahren für den SC Riessersee in der 2. Eishockey-Bundesliga auflief, ehe er im Laufe der Saison 2003/04 zu den Kölner Haien in die Deutsche Eishockey Liga wechselte. Für die Haie erzielte er insgesamt 16 Scorerpunkte in 66 Spielen, ehe sein Vertrag 2005 nicht verlängert wurde. Anschließend spielte der US-Amerikaner zwei Jahre lang für den deutschen Zweitligisten SC Bietigheim-Bissingen. Seit der Saison 2007/08 ist der Linksschütze für die Vienna Capitals aus der Österreichischen Eishockey-Liga aktiv. Für den Hauptstadtclub erzielte er in der Saison 2008/09 in der Hauptrunde 55 Scorerpunkte, womit er der Topscorer aller Verteidiger der Liga war.  

## Erfolge und Auszeichnungen
- 1998 Broadmoor-Trophy-Gewinn mit der University of Wisconsin
- 2009 Topscorer unter den Verteidigern der Österreichischen Eishockey-Liga

## Karrierestatistik
(Legende zur Spielerstatistik: Sp oder GP = absolvierte Spiele; T oder G = erzielte Tore; V oder A = erzielte Assists; Pkt oder Pts = erzielte Scorerpunkte; SM oder PIM = erhaltene Strafminuten; +/− = Plus/Minus-Bilanz; PP = erzielte Überzahltore; SH = erzielte Unterzahltore; GW = erzielte Siegtore; 1 Play-downs/Relegation; Kursiv: Statistik nicht vollständig)